# Kleine regenwulp
De kleine regenwulp (Numenius minutus) is een vogel uit de familie van de strandlopers en snippen (Scolopacidae). 

## Verspreiding en leefgebied
De soort komt voor in het noordelijke deel van Centraal- en noordoostelijk Siberië. De vogels overwinteren op de Filipijnen, Indonesië en het noorden van Australië.

## Voorkomen in Nederland
De kleine regenwulp is een dwaalgast die maar heel zelden in West-Europa wordt gezien. In Nederland was dit één keer, eind 2019 zat er enige tijd een vogel in de Kop van Noord-Holland.

## Status
De grootte van de populatie is in 2006 geschat op minimaal 180.000 vogels. Op de Rode lijst van de IUCN heeft deze soort de status niet bedreigd.